# Habilitados de Clases Pasivas
En España, los habilitados de clases pasivas son profesionales expertos en la tramitación y asesoramiento de pensiones y prestaciones del Régimen de Clases Pasivas. Son habilitados aquellos profesionales que están en posesión de una titulación universitaria, como puede ser la de abogado (graduado en Derecho) o economista entre otras, pero el habilitado debe a su vez haber superado unas pruebas específicas (convocadas por la Dirección General de Costes de Personal y Pensiones Públicas del Ministerio de Hacienda), estar colegiados y constituir fianza individual y colectiva.
Los Habilitados son colaboradores de la Administración, están sujetos a responsabilidad frente a sus mandantes y la propia Administración; para ello, todos los colegiados tienen suscrito el obligatorio seguro de responsabilidad civil y depositadas fianzas.

## Atribuciones profesionales
Son los habilitados los profesionales que tramitan y asesoran las pensiones y prestaciones del régimen de clases pasivas. Son funciones atribuidas legalmente por el artículo segundo del Real Decreto 1678/1987, de 30 de diciembre, las de informar, gestionar y administrar al mandante:
- De información: «Dándole cuenta y asesorándole sobre las prestaciones de Clases Pasivas del Estado, los derechos, beneficios y obligaciones anejos a las mismas y procedimientos para su obtención».

- De gestión: «Solicitando, realizando e impulsando toda clase de trámites y actuaciones necesarias para la obtención de las prestaciones, derechos y beneficios y cumplimiento de obligaciones».  Esta función se realiza tanto en su propio nombre como en nombre del mandante.

- De administración: «Actuando ante los órganos responsables de la gestión de las prestaciones de Clases Pasivas a los fines de percibir, una vez concedidas aquéllas, las cuantías correspondientes a su mandante, y disponer de las mismas conforme a las instrucciones de aquél y a lo prevenido en la presente disposición». Los servicios de administración siempre se realizan en nombre y por cuenta del mandante.[2]

## Las clases pasivas del Estado (funcionarios civiles y militares)
Las Clases Pasivas del Estado son un régimen especial de la Seguridad Social. La Dirección General de Costes de Personal y Pensiones Públicas integrada en el Ministerio de Hacienda y Administraciones Públicas es el organismo encargado de abonar las pensiones de jubilación y retiro a los funcionarios civiles y militares.
- Ministerio de Hacienda y Administraciones públicas > Secretaría de Estado de Presupuestos y Gastos > Dirección General de Costes de Personas y Pensiones Públicas > Clases Pasivas

Los derechos pasivos son imprescriptibles, inembargables, irrenunciables e inalienables. Además, no pueden ser objeto de cesión, convenio o contrato de cualquier clase.
Los funcionarios incluidos en el régimen de clases pasivas están reconocidos en el artículo segundo del Real Decreto Legislativo 670/1987, de 30 de abril, de cuya lectura se puede deducir que están incluidos todos los funcionarios del Estado, es decir, los funcionarios civiles y militares, salvo aquellos que el propio texto exceptúa (de entre los que cabe destacar a los altos cargos de la Administración que no sean funcionarios públicos y los funcionarios de las Entidades Gestoras de la Seguridad Social entre otros). De esta manera el legislador ha pretendido buscar una cierta especificidad en este régimen, procurando excluir de él a todos los que no sean funcionarios del Estado Central (aunque desde la entrada en vigor del Real Decreto-Ley 13/2010, de 3 de diciembre, con vigencia indefinida, el personal comprendido en el artículo 2.1 del Real Decreto Legislativo 670/1987 queda encuadrado en el Régimen General de la Seguridad Social siempre que el acceso a la condición de que se trate sea posterior al 1 de enero de 2011).
Sin perjuicio de que la mayoría de funcionarios hayan sido encuadrados en el Sistema de Seguridad Social, y en concreto en el Régimen General -funcionarios autonómicos, locales y de la Administración Institucional-, prácticamente un tercio de los funcionarios públicos -los que pertenecen a cuerpos estatales-, y ciertos profesionales no funcionarios -el personal militar, principalmente- se encuentran comprendidos en las mutualidades funcionariales y en el Régimen de Clases, instrumentos con peculiaridades muy relevantes en comparación con el Régimen General.
A partir de enero de 2011 los funcionarios pasan al Régimen General de la Seguridad Social, con lo cual el Régimen quedará extinto en unas décadas. En abril de 2020, el gobierno establece que la gestión de las pensiones y obligaciones similares asignadas a este régimen pasan a ser gestionadas por el Ministerio de Seguridad Social e Integración.